# Epidendrum ellipticum
Epidendrum ellipticum es una especie de orquídea epífita o terrestre del género Epidendrum. 

## Descripción
Es una orquídea  de tamaño grande, que prefiere el clima cálido- Tiene un hábito terrestre con tallos en forma de cañas erectas que llevan hojas oblongas, rígidamente coriáceas, obtusas apicalmente. Florece en la primavera y el verano en una inflorescencia terminal, erecta, con un gradual alargamiento casi de frente como un racimo en el ápice de la inflorescencia.

## Distribución y hábitat
Se encuentra en Brasil y Paraguay.

## Taxonomía
Epidendrum ellipticum fue descrita por Robert Graham  y publicado en Exotic Flora 3: t. 207. 1826.
Etimología
Ver: Epidendrum
ellipticum: epíteto latino que significa "elíptico".
Sinonimia
- Epidendrum crassifolium Lindl.
- Epidendrum juruaense Cogn.[4][5]